# Град Београд
Град Београд има статус посебне територијалне јединице у Србији са својом локалном самоуправом. Његова територија подељена је на 17 градских општина, од којих свака има своје локалне органе власти. Београд заузима преко 3,6% територије Србије, а у њему живи 21% укупног броја грађана Србије (не укључујући Косово и Метохију). Према коначним подацима са последњег пописа 2022. године у граду је живело 1.681.405 становника Београд је такође економски центар Србије и средиште српске културе, образовања и науке.
Град Београд обухвата три области у Србији: Шумадију, Банат (преко Дунава) и Срем (преко Саве), а простире се на две географске регије: Балканско полуострво (Шумадијски део) и средњу Европу (Банатско-сремски део).

## Становништво
Према проценама Републичког завода за статистику из 2008. године, на територији града Београда живи укупно 1.621.396 становника. Од тога 1.322.629 становника живи у урбаним срединама, а 298.767 становника у руралним срединама.
Према попису из 2002. године, становници Београда су се изјаснили као Срби (1.417.187), Југословени (22.161), Црногорци (21.190), Роми (19.191), Хрвати (10.381), Македонци (8.372) и Муслимани (4.617).
Иако постоје неколико религиозних заједница у Београду, тај склоп је релативно хомоген. Православна заједница је далеко најбројнија са 1.429.170 верника. Такође има и 20.366 муслимана и 16.305 католика. Постојала је и велика јеврејска заједница, али након нацистичке окупације 1941. и велике емиграције Јевреја у Израел, њихов број је опао на 415. У Београду такође има и 3.796 протестаната.

## Географија
Град Београд састоји се из две географски доста различите целине, на чијем додиру је подигнут. Северно од река Саве и Дунава налази се велики равничарски део који је у склопу Панонске низије. Панонски басен формиран је на простору старог Панонског копна које је спуштено дуж великих раседа. Јужно од Саве и Дунава налази се брежуљкасто и брдовито земљиште Шумадије. Средином шумадијског дела округа, па и самог града, пролази ланац Шумадијског венца планина који на југу почиње Рудником, наставља се Букуљом, а на територији округа иде линијом Космај-Авала-Врачарски плато-Београдска тврђава (Калемегдански рт). Овај ланац представља окосницу града и назива се „Шумадијска греда”. У јужном делу града најистакнутији облици у рељефу су планине Космај и Авала. Планина Авала представља лаколит.
Урвине представљају карактеристику рељефа на територији града. Бројне су и веома угрожавају поједине делове града, а нарочито су заступљене на посавском и подунавском одсеку, дуж аутопута, око села Партизани, између Београда и Смедерева итд. Има их фосилних и рецентних.
На територији града бројни су флувио-денудациони облици рељефа: флувио-денудационе површи (београдска и пиносавска), долине, развођа река и потока, епигеније, речна острва, алувијалне равни итд. Слив и долина Топчидерске реке, притоке Саве, епигенетски су усечене у стене Шумадијске греде (Марковић, Павловић, 1995). На територији града налази се 16 речних острва: Ада Циганлија, Велико ратно острво, Грочанска ада итд.
Основу Шумадијске греде чине кредни и сарматски седименти (кречњаци Калемегдана, Ташмајдана, Кошутњака, Топчидерског брда). У овим кречњацима изграђен је крашки рељеф који се налази на територији града Београда. Крас града типски припада мерокрасу, а одликује га мала моћност, због чега нису развијени сви крашки облици рељефа. Јављају се вртаче, увале, пећине и јаме. Вртаче се јављају у низовима, јављају се преобраћене у локве (испуњене водом), као алувијалне. Међу увалама издваја се „Провалија”, а поједине увале, попут вртача, такође су испуњене водом. Најдужа пећина носи назив „Турски точак” и има дужину од 26 m. Особеност крашког рељефа су фосилне шкрапе.
Еолски облици рељефа на територији града изграђени су у лесу. Леса има северно и јужно од Саве и Дунава. Северно од Саве истичу се Бежанијска лесна коса, Земунски лесни плато, а на појединим местима одсеци лесних заравни достижу висину до 30 m. Јужно лес се налази у повлати Шумадијске греде. Лесне наслаге дебљине до 10 m јављају се на знатној површини.

## Знаменитости
- за знамености града Београда погледајте знаменитости Београда
- општина Младеновац:
  - Спомен-обележје деспоту Стефану Лазаревићу у облику обелиска (село Марковац) — 15. век
- општина Сопот:
  - Црква светог Николе и средњовековне зидине из доба деспота Стефана Лазаревића (село Сибница) — 15. век
  - Црква посвећена светим апостолима Петру и Павлу у којој је Арсеније III Чарнојевић последњи пут причестио Србе пре преласка у Аустроугарску (село Неменикуће) — 17. век
  - Спомен-чесма у месту које је Карађорђе заједно са сељанима међу првима ослободио 1804. године (село Сибница)
- општина Гроцка:
  - Старо урбано језгро Гроцке са црквом

## Привреда
Главни носилац привредне снаге свакако чини сам град. Међутим, територијално највећи део округа чине рурална и пољопривредна подручја. Северни, панонски дело округа је препознатљив по интензивној и добро развијеној пољопривреди. Јужни део је поред пољопривреде, веома познат по воћарству и одличним виногорјима у подунавском и шумадијском делу округа.

## Локална самоуправа
Београд има статус посебне територијалне јединице у Републици Србији, са својим посебним органима локалне самоуправе.

### Скупштина града
Скупштина града Београда је представнички орган који врши основне функције локалне власти утврђене законом и Статутом града. Скупштина има 110 одборника који се бирају на локалним изборима, на четири године. Скупштина града састаје се по потреби, а најмање једном у три месеца.

### Градоначелник
Градоначелник Београда представља и заступа Град и обавља извршну функцију у Граду Београду.
Градоначелник се бира истовремено кад и одборници за Скупштину града непосредним тајним гласањем на четири године. Градоначелник не може бити одборник Скупштине града, нити обављати другу јавну функцију.
Градоначелник Београда, изабран 2022. године је Aлександар Шапић.

### Градско веће
Градско веће је орган Града Београда који усклађује остваривање функција Градоначелника и Скупштине града и врши контролно-надзорну функцију над радом Градске управе.
Градско веће чине Градоначелник, заменик градоначелника и 9 чланова. Чланове Градског већа бира Скупштина града, на предлог Градоначелника, на четири године.

### Градска управа
Градска управа обавља управне послове у оквиру права и дужности Града Београда и одређене стручне послове за потребе Скупштине града, Градоначелника и Градског већа.
Начелник Градске управе, кога поставља Скупштина града на предлог Градоначелника, руководи радом Градске управе. Начелник Градске управе може имати заменика који се поставља и разрешава на исти начин као начелник.

### Градске општине
Градска општина је део територије Града Београда у којој се врше одређени послови локалне самоуправе утврђени Статутом града. Грађани учествују у вршењу послова градске општине преко изабраних одборника у скупштини градске општине, путем грађанске иницијативе, збора грађана и референдума, у складу са Уставом, законом, Статутом града и актима градске општине.
Већина општина се налазе јужно од Дунава и Саве, у Шумадијском региону. Три општине (Земун, Нови Београд и Сурчин) се налазе са северне стране Саве, у Срему, док се општина Палилула налази на обе стране Дунава, у Шумадији и Банату.
- Списак београдских општина:

| Име                                          | Површина () | Становништво (1991) | Становништво (2002) | Становништво (2011) | Становништво (2022) |
| -------------------------------------------- | ----------- | ------------------- | ------------------- | ------------------- | ------------------- |
| Барајево                                     | 213         | 20.846              | 24.641              | 27.036              | 26.431              |
| Вождовац                                     | 148         | 156.373             | 160.768             | 157.152             | 174.864             |
| Врачар                                       | 3           | 67.438              | 58.386              | 55.463              | 55.406              |
| Гроцка                                       | 289         | 65.735              | 75.466              | 83.398              | 82.810              |
| Звездара                                     | 32          | 135.694             | 132.621             | 148.014             | 172.625             |
| Земун                                        | 150         | 141.695             | 152.950             | 166.292             | 177.908             |
| Лазаревац                                    | 384         | 57.848              | 58.511              | 58.224              | 55.146              |
| Младеновац                                   | 339         | 54.517              | 52.490              | 53.050              | 48.683              |
| Нови Београд                                 | 41          | 218.633             | 217.773             | 212.104             | 209.763             |
| Обреновац                                    | 411         | 67.654              | 70.975              | 71.419              | 68.882              |
| Палилула                                     | 451         | 150.208             | 155.902             | 170.593             | 182.624             |
| Раковица                                     | 31          | 96.300              | 99.000              | 108.413             | 104.456             |
| Савски венац                                 | 14          | 45.961              | 42.505              | 38.660              | 36.699              |
| Сопот                                        | 271         | 19.977              | 20.390              | 20.199              | 19.126              |
| Стари град                                   | 5           | 68.552              | 55.543              | 48.061              | 44.737              |
| Сурчин                                       | 288         | 34.463              | 38.695              | 42.012              | 45.452              |
| Чукарица                                     | 156         | 150.257             | 168.508             | 179.031             | 175.793             |
| УКУПНО                                       | 3.227       | 1.552.151           | 1.576.124           | 1.639.121           | 1.681.405           |
| Извор: Републички завод за статистику Србије |             |                     |                     |                     |                     |

Подручје насеља Београд, ужег и урбанизованог дела укупне површине 360 km², обухвата следеће градске општине: цео Врачар, Звездару, Савски венац, Стари град, Раковицу и Нови Београд и делове Вождовца, Земуна, Палилуле и Чукарице.

## Галерија
- Град Београд - Народно Позориште, Трг Републике
- Београдска тврђава
- Београдска тврђава
- Београдска тврђава
- Београдска тврђава
- Пристаниште, Београд
- Нови Београд
- Река Сава у Београду
- Град Београд
- Градска општина Земун, град Београд
- Црква Светог Атанасија Великог у Београду
- Београдска тврђава
- Савски кеј, Београд, 2013. год.
- Храст у центру општине Барајево, град Београд, 2016.
- Савски кеј, Београд, 2013. год.
- Крушка код цркве, општина Барајево, град Београд, 2016.
- Београд 2013. год.
- Београдска тврђава
- Београдска тврђава
- Београдска тврђава
- Београдска тврђава
- Београдска тврђава
- Ада Циганлија, у општини Чукарица, Београд.
- Поглед на Београд из ваздуха.